# I liga argentyńska w piłce nożnej (1928)
Mistrzem Argentyny w roku 1928 został klub CA Huracán, natomiast tytuł wicemistrza Argentyny zdobył klub Boca Juniors. Do drugiej ligi spadły dwa kluby – Liberal Argentino Buenos Aires i Porteño Buenos Aires. Z drugiej ligi awansował jeden klub – Colegiales Buenos Aires. Liga została zmniejszona z 36 do 35 klubów.

## Primera División

### Kolejka 1
| Data             | Mecz |
| ---------------- | --- |
| 15 kwietnia 1928 | CA Huracán – Quilmes Athletic Buenos Aires 0:0                                                                                     |
| 15 kwietnia 1928 | Racing Club de Avellaneda – San Fernando Buenos Aires 3:0                                                                          |
| 15 kwietnia 1928 | Excursionistas Buenos Aires – Boca Juniors 0:0                                                                                     |
| 15 kwietnia 1928 | Ferro Carril Oeste – Estudiantil Porteño Buenos Aires 7:1                                                                          |
| 15 kwietnia 1928 | Gimnasia y Esgrima La Plata – CA Estudiantes 4:1                                                                                   |
| 15 kwietnia 1928 | San Isidro Buenos Aires – Club El Porvenir 1:1                                                                                     |
| 15 kwietnia 1928 | Argentinos Juniors – CS Palermo 0:1                                                                                                |
| 15 kwietnia 1928 | Club Atlético Lanús – Club Argentino de Banfield 2:2                                                                               |
| 15 kwietnia 1928 | CA Platense – Atlanta Buenos Aires 2:0                                                                                             |
| 15 kwietnia 1928 | Chacarita Juniors – Porteño Buenos Aires 3:2                                                                                       |
| 15 kwietnia 1928 | CA Banfield – Talleres Remedios de Escalada 0:0                                                                                    |
| 15 kwietnia 1928 | River Plate – Liberal Argentino Buenos Aires 4:0 Scotto (2), Osilio, Peniche                                                       |
| 15 kwietnia 1928 | Sportivo Barracas Buenos Aires – Argentino del Sud Buenos Aires 1:0                                                                |
| 15 kwietnia 1928 | Almagro Buenos Aires – Estudiantes La Plata 1:2                                                                                    |
| 15 kwietnia 1928 | CA Vélez Sarsfield – San Lorenzo de Almagro 0:3 Diego García, Juan Maglio, Pedro de Sarrasqueta                                    |
| 15 kwietnia 1928 | Sportivo Buenos Aires – Defensores de Belgrano Buenos Aires 0:0                                                                    |
| 15 kwietnia 1928 | CA Tigre – Independiente 1:1 |
| 15 kwietnia 1928 | Argentino de CA Argentino de Quilmes – Barracas Central Buenos Aires 5:1 P. Maseda (2), A. Trujillo, C. R. González, S. Abella – ? |

### Kolejka 2
| Data             | Mecz                                                                                          |
| ---------------- | --------------------------------------------------------------------------------------------- |
| 29 kwietnia 1928 | Argentino de CA Argentino de Quilmes – CA Huracán 1:3                                         |
| 29 kwietnia 1928 | Barracas Central Buenos Aires – CA Tigre 3:3                                                  |
| 29 kwietnia 1928 | Independiente – Sportivo Buenos Aires 0:0                                                     |
| 29 kwietnia 1928 | Defensores de Belgrano Buenos Aires – CA Vélez Sarsfield 0:0                                  |
| 29 kwietnia 1928 | San Lorenzo de Almagro – Almagro Buenos Aires 0:1                                             |
| 29 kwietnia 1928 | Estudiantes La Plata – Sportivo Barracas Buenos Aires 3:2                                     |
| 29 kwietnia 1928 | Argentino del Sud Buenos Aires – River Plate 0:2 Peniche, Scotto                              |
| 29 kwietnia 1928 | Liberal Argentino Buenos Aires – CA Banfield 1:2                                              |
| 29 kwietnia 1928 | Talleres Remedios de Escalada – Chacarita Juniors 2:1                                         |
| 29 kwietnia 1928 | Porteño Buenos Aires – CA Platense 1:1                                                        |
| 29 kwietnia 1928 | Atlanta Buenos Aires – Club Atlético Lanús 3:2                                                |
| 29 kwietnia 1928 | Club Argentino de Banfield – Argentinos Juniors 1:4                                           |
| 29 kwietnia 1928 | CS Palermo – San Isidro Buenos Aires 1:1                                                      |
| 29 kwietnia 1928 | Club El Porvenir – Gimnasia y Esgrima La Plata 2:0 Arturo Naveira (2)                         |
| 29 kwietnia 1928 | CA Estudiantes – Ferro Carril Oeste 2:4                                                       |
| 29 kwietnia 1928 | Estudiantil Porteño Buenos Aires – Excursionistas Buenos Aires 0:1                            |
| 29 kwietnia 1928 | San Fernando Buenos Aires – Quilmes Athletic Buenos Aires 1:1                                 |
| 17 marca 1929    | Boca Juniors – Racing Club de Avellaneda 4:1 Paternoster s, Domingo Tarasconi (3) – Baragnano |

### Kolejka 3
| Data          | Mecz                                                                                            |
| ------------- | ----------------------------------------------------------------------------------------------- |
| 5 maja 1928   | CA Huracán – San Fernando Buenos Aires 2:0                                                      |
| 5 maja 1928   | Racing Club de Avellaneda – Estudiantil Porteño Buenos Aires 1:0                                |
| 5 maja 1928   | Excursionistas Buenos Aires – CA Estudiantes 1:1                                                |
| 5 maja 1928   | Ferro Carril Oeste – Club El Porvenir 2:3 ?, ? – José Gurrutchague, Arturo Naveira, Mario Artel |
| 5 maja 1928   | San Isidro Buenos Aires – Club Argentino de Banfield 2:0                                        |
| 5 maja 1928   | Argentinos Juniors – Atlanta Buenos Aires 2:2                                                   |
| 5 maja 1928   | Club Atlético Lanús – Porteño Buenos Aires 6:0                                                  |
| 5 maja 1928   | CA Platense – Talleres Remedios de Escalada 3:0                                                 |
| 5 maja 1928   | Chacarita Juniors – Liberal Argentino Buenos Aires 2:0                                          |
| 5 maja 1928   | CA Banfield – Argentino del Sud Buenos Aires 4:0                                                |
| 5 maja 1928   | River Plate – Estudiantes La Plata 2:1 Granara Costa, Peniche – ?                               |
| 5 maja 1928   | Almagro Buenos Aires – Defensores de Belgrano Buenos Aires 1:0                                  |
| 5 maja 1928   | CA Vélez Sarsfield – Independiente 0:1                                                          |
| 5 maja 1928   | Sportivo Buenos Aires – Barracas Central Buenos Aires 2:1                                       |
| 5 maja 1928   | CA Tigre – Argentino de CA Argentino de Quilmes 2:1                                             |
| 10 marca 1929 | Quilmes Athletic Buenos Aires – Boca Juniors 0:3                                                |
| 17 marca 1929 | Gimnasia y Esgrima La Plata – CS Palermo 3:1                                                    |
| 7 lipca 1929  | Sportivo Barracas Buenos Aires – San Lorenzo de Almagro 1:1                                     |

### Kolejka 4
| Data             | Mecz                                                                                            |
| ---------------- | ----------------------------------------------------------------------------------------------- |
| 10 czerwca 1928  | Argentino de CA Argentino de Quilmes – Sportivo Buenos Aires 1:1                                |
| 10 czerwca 1928  | Barracas Central Buenos Aires – CA Vélez Sarsfield 1:1                                          |
| 10 czerwca 1928  | Independiente – Almagro Buenos Aires 5:1                                                        |
| 10 czerwca 1928  | Defensores de Belgrano Buenos Aires – Sportivo Barracas Buenos Aires 0:2                        |
| 10 czerwca 1928  | Estudiantes La Plata – CA Banfield 3:1                                                          |
| 10 czerwca 1928  | Argentino del Sud Buenos Aires – Chacarita Juniors 1:0                                          |
| 10 czerwca 1928  | Liberal Argentino Buenos Aires – CA Platense 3:2                                                |
| 10 czerwca 1928  | Porteño Buenos Aires – Argentinos Juniors 1:5                                                   |
| 10 czerwca 1928  | Atlanta Buenos Aires – San Isidro Buenos Aires 3:0                                              |
| 10 czerwca 1928  | Club Argentino de Banfield – Gimnasia y Esgrima La Plata 1:2                                    |
| 10 czerwca 1928  | Club El Porvenir – Excursionistas Buenos Aires 0:0                                              |
| 10 czerwca 1928  | CA Estudiantes – Racing Club de Avellaneda 1:2 mecz przerwany – dokończony 7 kwietnia 1929 roku |
| 10 czerwca 1928  | Estudiantil Porteño Buenos Aires – Quilmes Athletic Buenos Aires 0:1                            |
| 24 marca 1929    | CA Tigre – CA Huracán 0:1                                                                       |
| 10 czerwca 1928  | CS Palermo – Ferro Carril Oeste 1:2                                                             |
| 7 kwietnia 1929  | Talleres Remedios de Escalada – Club Atlético Lanús 2:1                                         |
| 7 kwietnia 1929  | CA Estudiantes – Racing Club de Avellaneda 1:2                                                  |
| 14 kwietnia 1929 | San Lorenzo de Almagro – River Plate 1:0                                                        |
| 14 kwietnia 1929 | Boca Juniors – San Fernando Buenos Aires 2:1                                                    |

### Kolejka 5
| Data             | Mecz                                                                            |
| ---------------- | ------------------------------------------------------------------------------- |
| 17 czerwca 1928  | San Fernando Buenos Aires – Estudiantil Porteño Buenos Aires 1:1                |
| 17 czerwca 1928  | Quilmes Athletic Buenos Aires – CA Estudiantes 1:2                              |
| 17 czerwca 1928  | Racing Club de Avellaneda – Club El Porvenir 1:1 ? – Alejandro N. de los Santos |
| 17 czerwca 1928  | Excursionistas Buenos Aires – CS Palermo 1:2                                    |
| 17 czerwca 1928  | Gimnasia y Esgrima La Plata – Atlanta Buenos Aires 1:1                          |
| 17 czerwca 1928  | San Isidro Buenos Aires – Porteño Buenos Aires 5:1                              |
| 17 czerwca 1928  | Argentinos Juniors – Talleres Remedios de Escalada 1:1                          |
| 17 czerwca 1928  | Club Atlético Lanús – Liberal Argentino Buenos Aires 6:0                        |
| 17 czerwca 1928  | CA Platense – Argentino del Sud Buenos Aires 1:2                                |
| 17 czerwca 1928  | Chacarita Juniors – Estudiantes La Plata 1:1                                    |
| 17 czerwca 1928  | CA Banfield – San Lorenzo de Almagro 2:2 ?, ? – Juan Maglio, Rodríguez s        |
| 17 czerwca 1928  | River Plate – Defensores de Belgrano Buenos Aires 2:2 Scotto k, Bonelli – ?, ?  |
| 17 czerwca 1928  | Sportivo Barracas Buenos Aires – Independiente 2:1                              |
| 17 czerwca 1928  | Almagro Buenos Aires – Barracas Central Buenos Aires 2:0                        |
| 17 czerwca 1928  | CA Vélez Sarsfield – Argentino de CA Argentino de Quilmes 1:1                   |
| 17 czerwca 1928  | Sportivo Buenos Aires – CA Tigre 2:1                                            |
| 28 kwietnia 1929 | CA Huracán – Boca Juniors 3:1 Guillermo Stábile (3) – Domingo Tarasconi         |
| 28 kwietnia 1929 | Ferro Carril Oeste – Club Argentino de Banfield 2:3                             |

### Kolejka 6
| Data            | Mecz                                                                          |
| --------------- | ----------------------------------------------------------------------------- |
| 24 czerwca 1928 | Sportivo Buenos Aires – CA Huracán 3:2                                        |
| 24 czerwca 1928 | CA Tigre – CA Vélez Sarsfield 2:0                                             |
| 24 czerwca 1928 | Argentino de CA Argentino de Quilmes – Almagro Buenos Aires 3:1               |
| 24 czerwca 1928 | Barracas Central Buenos Aires – Sportivo Barracas Buenos Aires 0:0            |
| 24 czerwca 1928 | Independiente – River Plate 3:0                                               |
| 24 czerwca 1928 | Defensores de Belgrano Buenos Aires – CA Banfield 1:1                         |
| 24 czerwca 1928 | San Lorenzo de Almagro – Chacarita Juniors 0:2                                |
| 24 czerwca 1928 | Estudiantes La Plata – CA Platense 2:0                                        |
| 24 czerwca 1928 | Argentino del Sud Buenos Aires – Club Atlético Lanús 1:0                      |
| 24 czerwca 1928 | Liberal Argentino Buenos Aires – Argentinos Juniors 0:1                       |
| 24 czerwca 1928 | Talleres Remedios de Escalada – San Isidro Buenos Aires 0:1                   |
| 24 czerwca 1928 | Porteño Buenos Aires – Gimnasia y Esgrima La Plata 1:4                        |
| 24 czerwca 1928 | Atlanta Buenos Aires – Ferro Carril Oeste 1:3                                 |
| 24 czerwca 1928 | Club Argentino de Banfield – Excursionistas Buenos Aires 0:0                  |
| 24 czerwca 1928 | Club El Porvenir – Quilmes Athletic Buenos Aires 2:3 Pablo Toselli (2) – ?, ? |
| 24 czerwca 1928 | CA Estudiantes – San Fernando Buenos Aires 1:0                                |
| 10 marca 1929   | CS Palermo – Racing Club de Avellaneda 1:2                                    |
| 24 marca 1929   | Estudiantil Porteño Buenos Aires – Boca Juniors 1:0 F. Martínez               |

### Kolejka 7
| Data          | Mecz                                                                              |
| ------------- | --------------------------------------------------------------------------------- |
| 1 lipca 1928  | CA Huracán – Estudiantil Porteño Buenos Aires 1:0                                 |
| 1 lipca 1928  | Boca Juniors – CA Estudiantes 4:0 Donato Penella (2), Ricardo Sarco, Esteban Kuko |
| 1 lipca 1928  | Quilmes Athletic Buenos Aires – CS Palermo 5:0                                    |
| 1 lipca 1928  | Racing Club de Avellaneda – Club Argentino de Banfield 2:1                        |
| 1 lipca 1928  | Excursionistas Buenos Aires – Atlanta Buenos Aires 2:0                            |
| 1 lipca 1928  | Gimnasia y Esgrima La Plata – Talleres Remedios de Escalada 2:0                   |
| 1 lipca 1928  | Argentinos Juniors – Argentino del Sud Buenos Aires 5:1                           |
| 1 lipca 1928  | Club Atlético Lanús – Estudiantes La Plata 3:2                                    |
| 1 lipca 1928  | Chacarita Juniors – Defensores de Belgrano Buenos Aires 3:0                       |
| 1 lipca 1928  | CA Banfield – Independiente 2:0                                                   |
| 1 lipca 1928  | River Plate – Barracas Central Buenos Aires 2:2 Bonelli (2) – ?, ?                |
| 1 lipca 1928  | Sportivo Barracas Buenos Aires – Argentino de CA Argentino de Quilmes 1:1         |
| 1 lipca 1928  | CA Vélez Sarsfield – Sportivo Buenos Aires 1:3                                    |
| 10 marca 1929 | Ferro Carril Oeste – Porteño Buenos Aires 3:0                                     |
| 10 marca 1929 | Almagro Buenos Aires – CA Tigre 1:3                                               |
| 10 marca 1929 | San Fernando Buenos Aires – Club El Porvenir 1:1 ? – Alejandro N. de los Santos   |
| 17 marca 1929 | CA Platense – San Lorenzo de Almagro 0:1                                          |
| 24 marca 1929 | San Isidro Buenos Aires – Liberal Argentino Buenos Aires 1:1                      |

### Kolejka 8
| Data            | Mecz |
| --------------- | --- |
| 15 lipca 1928   | Sportivo Buenos Aires – Almagro Buenos Aires 1:1                                                                       |
| 15 lipca 1928   | CA Tigre – Sportivo Barracas Buenos Aires 1:2                                                                          |
| 15 lipca 1928   | Barracas Central Buenos Aires – CA Banfield 1:1                                                                        |
| 15 lipca 1928   | Defensores de Belgrano Buenos Aires – CA Platense 1:0                                                                  |
| 15 lipca 1928   | Estudiantes La Plata – Argentinos Juniors 0:2                                                                          |
| 15 lipca 1928   | Liberal Argentino Buenos Aires – Gimnasia y Esgrima La Plata 1:0 mecz został przerwany – dokończony 10 marca 1929 roku |
| 15 lipca 1928   | Porteño Buenos Aires – Excursionistas Buenos Aires 1:1                                                                 |
| 15 lipca 1928   | Club Argentino de Banfield – Quilmes Athletic Buenos Aires 1:2                                                         |
| 15 lipca 1928   | CS Palermo – San Fernando Buenos Aires 0:3                                                                             |
| 15 lipca 1928   | CA Estudiantes – Estudiantil Porteño Buenos Aires 2:0                                                                  |
| 10 marca 1929   | Liberal Argentino Buenos Aires – Gimnasia y Esgrima La Plata 1:0                                                       |
| 10 marca 1929   | CA Vélez Sarsfield – CA Huracán 1:4                                                                                    |
| 10 marca 1929   | Independiente – Chacarita Juniors 2:1                                                                                  |
| 10 marca 1929   | San Lorenzo de Almagro – Club Atlético Lanús 2:3                                                                       |
| 17 marca 1929   | Talleres Remedios de Escalada – Ferro Carril Oeste 1:0                                                                 |
| 24 marca 1929   | Argentino de CA Argentino de Quilmes – River Plate 2:1 L. Ferrario, A. Trujillo – Uriarte                              |
| 24 marca 1929   | Atlanta Buenos Aires – Racing Club de Avellaneda 0:1                                                                   |
| 31 marca 1929   | Club El Porvenir – Boca Juniors 0:3 Roberto Cherro (3)                                                                 |
| 7 kwietnia 1929 | Argentino del Sud Buenos Aires – San Isidro Buenos Aires 2:0                                                           |

### Kolejka 9
| Data          | Mecz |
| ------------- | --- |
| 22 lipca 1928 | CA Huracán – CA Estudiantes 3:1                                                                                |
| 22 lipca 1928 | Estudiantil Porteño Buenos Aires – Club El Porvenir 0:0                                                        |
| 22 lipca 1928 | Boca Juniors – CS Palermo 1:0 Donato Penella                                                                   |
| 22 lipca 1928 | San Fernando Buenos Aires – Club Argentino de Banfield 1:1                                                     |
| 22 lipca 1928 | Quilmes Athletic Buenos Aires – Atlanta Buenos Aires 6:0                                                       |
| 22 lipca 1928 | Racing Club de Avellaneda – Porteño Buenos Aires 6:3                                                           |
| 22 lipca 1928 | Excursionistas Buenos Aires – Talleres Remedios de Escalada 1:2                                                |
| 22 lipca 1928 | Ferro Carril Oeste – Liberal Argentino Buenos Aires 2:0                                                        |
| 22 lipca 1928 | Gimnasia y Esgrima La Plata – Argentino del Sud Buenos Aires 0:0                                               |
| 22 lipca 1928 | San Isidro Buenos Aires – Estudiantes La Plata 1:3                                                             |
| 22 lipca 1928 | Argentinos Juniors – San Lorenzo de Almagro 2:1 ?, ? – Luis Monti                                              |
| 22 lipca 1928 | Club Atlético Lanús – Defensores de Belgrano Buenos Aires 2:1                                                  |
| 22 lipca 1928 | CA Platense – Independiente 2:2                                                                                |
| 22 lipca 1928 | Chacarita Juniors – Barracas Central Buenos Aires 4:1                                                          |
| 22 lipca 1928 | CA Banfield – Argentino de CA Argentino de Quilmes 2:0                                                         |
| 22 lipca 1928 | River Plate – CA Tigre 2:0 Giglio, Gondar                                                                      |
| 22 lipca 1928 | Sportivo Barracas Buenos Aires – Sportivo Buenos Aires 0:0                                                     |
| 22 lipca 1928 | Almagro Buenos Aires – CA Vélez Sarsfield 1:2 22/07/1928 en Recoleta: River Plate 2 (Giglio y Gondar), Tigre 0 |

### Kolejka 10
| Data          | Mecz |
| ------------- | --- |
| 29 lipca 1928 | Almagro Buenos Aires – CA Huracán 1:3                                                                    |
| 29 lipca 1928 | CA Vélez Sarsfield – Sportivo Barracas Buenos Aires 3:1                                                  |
| 29 lipca 1928 | Sportivo Buenos Aires – River Plate 0:2 Paduano, De Vicenzi                                              |
| 29 lipca 1928 | CA Tigre – CA Banfield 3:2                                                                               |
| 29 lipca 1928 | Argentino de CA Argentino de Quilmes – Chacarita Juniors 3:2 C. Ríos, C. R. González, A. Trujillo – ?, ? |
| 29 lipca 1928 | Barracas Central Buenos Aires – CA Platense 2:2                                                          |
| 29 lipca 1928 | Independiente – Club Atlético Lanús 1:1                                                                  |
| 29 lipca 1928 | Defensores de Belgrano Buenos Aires – Argentinos Juniors 0:0                                             |
| 29 lipca 1928 | San Lorenzo de Almagro – San Isidro Buenos Aires 2:1 José Fossa, Diego García – ?                        |
| 29 lipca 1928 | Estudiantes La Plata – Gimnasia y Esgrima La Plata 3:0                                                   |
| 29 lipca 1928 | Argentino del Sud Buenos Aires – Ferro Carril Oeste 0:1                                                  |
| 29 lipca 1928 | Liberal Argentino Buenos Aires – Excursionistas Buenos Aires 3:2                                         |
| 29 lipca 1928 | Talleres Remedios de Escalada – Racing Club de Avellaneda 0:0                                            |
| 29 lipca 1928 | Porteño Buenos Aires – Quilmes Athletic Buenos Aires 1:2                                                 |
| 29 lipca 1928 | Atlanta Buenos Aires – San Fernando Buenos Aires 0:1                                                     |
| 29 lipca 1928 | Club Argentino de Banfield – Boca Juniors 2:1 Galán, Zoroza – Domingo Tarasconi                          |
| 29 lipca 1928 | CS Palermo – Estudiantil Porteño Buenos Aires 2:2                                                        |
| 29 lipca 1928 | Club El Porvenir – CA Estudiantes 2:0 José Gurrutchague, Arturo Naveira                                  |

### Kolejka 11
| Data             | Mecz |
| ---------------- | --- |
| 12 sierpnia 1928 | CA Huracán – Club El Porvenir 2:0 |
| 12 sierpnia 1928 | CA Estudiantes – CS Palermo 1:0 |
| 12 sierpnia 1928 | Estudiantil Porteño Buenos Aires – Club Argentino de Banfield 1:1                                                                              |
| 12 sierpnia 1928 | Boca Juniors – Atlanta Buenos Aires 8:0 Manuel Fleitas Solich, Domingo Tarasconi (3, 1k), Armando Bergamini, Roberto Cherro, Donato Penella, ? |
| 12 sierpnia 1928 | San Fernando Buenos Aires – Porteño Buenos Aires 4:1                                                                                           |
| 12 sierpnia 1928 | Quilmes Athletic Buenos Aires – Talleres Remedios de Escalada 2:0                                                                              |
| 12 sierpnia 1928 | Racing Club de Avellaneda – Liberal Argentino Buenos Aires 5:0                                                                                 |
| 12 sierpnia 1928 | Excursionistas Buenos Aires – Argentino del Sud Buenos Aires 1:0                                                                               |
| 12 sierpnia 1928 | Gimnasia y Esgrima La Plata – San Lorenzo de Almagro 0:2 Diego García, Juan Maglio                                                             |
| 12 sierpnia 1928 | San Isidro Buenos Aires – Defensores de Belgrano Buenos Aires 5:0                                                                              |
| 12 sierpnia 1928 | Argentinos Juniors – Independiente 1:1 |
| 12 sierpnia 1928 | Club Atlético Lanús – Barracas Central Buenos Aires 5:0                                                                                        |
| 12 sierpnia 1928 | CA Platense – Argentino de CA Argentino de Quilmes 3:1                                                                                         |
| 12 sierpnia 1928 | Chacarita Juniors – CA Tigre 1:1 |
| 12 sierpnia 1928 | CA Banfield – Sportivo Buenos Aires 1:0 |
| 12 sierpnia 1928 | River Plate – CA Vélez Sarsfield 3:1 Uriarte (2), Debatte – ?                                                                                  |
| 12 sierpnia 1928 | Sportivo Barracas Buenos Aires – Almagro Buenos Aires 3:1                                                                                      |
| 12 sierpnia 1928 | Ferro Carril Oeste – Estudiantes La Plata 2:0                                                                                                  |

### Kolejka 12
| Data             | Mecz                                                                              |
| ---------------- | --------------------------------------------------------------------------------- |
| 19 sierpnia 1928 | Sportivo Barracas Buenos Aires – CA Huracán 0:1                                   |
| 19 sierpnia 1928 | Almagro Buenos Aires – River Plate 0:0                                            |
| 19 sierpnia 1928 | CA Vélez Sarsfield – CA Banfield 3:3                                              |
| 19 sierpnia 1928 | Sportivo Buenos Aires – Chacarita Juniors 2:4                                     |
| 19 sierpnia 1928 | CA Tigre – CA Platense 1:0                                                        |
| 19 sierpnia 1928 | Argentino de CA Argentino de Quilmes – Club Atlético Lanús 3:1                    |
| 19 sierpnia 1928 | Barracas Central Buenos Aires – Argentinos Juniors 2:1                            |
| 19 sierpnia 1928 | Independiente – San Isidro Buenos Aires 3:1                                       |
| 19 sierpnia 1928 | Defensores de Belgrano Buenos Aires – Gimnasia y Esgrima La Plata 1:0             |
| 19 sierpnia 1928 | San Lorenzo de Almagro – Ferro Carril Oeste 2:0 Diego García, José Fossa          |
| 19 sierpnia 1928 | Estudiantes La Plata – Excursionistas Buenos Aires 2:0                            |
| 19 sierpnia 1928 | Argentino del Sud Buenos Aires – Racing Club de Avellaneda 0:1                    |
| 19 sierpnia 1928 | Liberal Argentino Buenos Aires – Quilmes Athletic Buenos Aires 0:2                |
| 19 sierpnia 1928 | Talleres Remedios de Escalada – San Fernando Buenos Aires 2:1                     |
| 19 sierpnia 1928 | Atlanta Buenos Aires – Estudiantil Porteño Buenos Aires 0:0                       |
| 19 sierpnia 1928 | Club Argentino de Banfield – CA Estudiantes 4:1                                   |
| 19 sierpnia 1928 | CS Palermo – Club El Porvenir 2:2                                                 |
| 7 kwietnia 1929  | Porteño Buenos Aires – Boca Juniors 0:4 Domingo Tarasconi (3, 1k), Roberto Cherro |

### Kolejka 13
| Data             | Mecz                                                                          |
| ---------------- | ----------------------------------------------------------------------------- |
| 26 sierpnia 1928 | Club El Porvenir – Club Argentino de Banfield 1:1 Arturo Naveira – ?          |
| 26 sierpnia 1928 | CA Estudiantes – Atlanta Buenos Aires 1:0                                     |
| 26 sierpnia 1928 | Estudiantil Porteño Buenos Aires – Porteño Buenos Aires 4:0                   |
| 26 sierpnia 1928 | Boca Juniors – Talleres Remedios de Escalada 0:1 Lamanna                      |
| 26 sierpnia 1928 | San Fernando Buenos Aires – Liberal Argentino Buenos Aires 3:1                |
| 26 sierpnia 1928 | Quilmes Athletic Buenos Aires – Argentino del Sud Buenos Aires 3:1            |
| 26 sierpnia 1928 | Racing Club de Avellaneda – Estudiantes La Plata 2:4                          |
| 26 sierpnia 1928 | Excursionistas Buenos Aires – San Lorenzo de Almagro 1:1 ? – José Fossa       |
| 26 sierpnia 1928 | Gimnasia y Esgrima La Plata – Independiente 0:1                               |
| 26 sierpnia 1928 | San Isidro Buenos Aires – Barracas Central Buenos Aires 3:1                   |
| 26 sierpnia 1928 | Argentinos Juniors – Argentino de CA Argentino de Quilmes 2:1                 |
| 26 sierpnia 1928 | Club Atlético Lanús – CA Tigre 2:0                                            |
| 26 sierpnia 1928 | CA Platense – Sportivo Buenos Aires 1:0                                       |
| 26 sierpnia 1928 | Chacarita Juniors – CA Vélez Sarsfield 2:0                                    |
| 26 sierpnia 1928 | CA Banfield – Almagro Buenos Aires 1:1                                        |
| 26 sierpnia 1928 | River Plate – Sportivo Barracas Buenos Aires 2:1 Vicente Locasso, Peniche – ? |
| 31 marca 1929    | CA Huracán – CS Palermo 1:0                                                   |
| 31 marca 1929    | Ferro Carril Oeste – Defensores de Belgrano Buenos Aires 1:0                  |

### Kolejka 14
| Data             | Mecz |
| ---------------- | --- |
| 2 września 1928  | River Plate – CA Huracán 0:2                                                                                     |
| 2 września 1928  | Sportivo Buenos Aires – Club Atlético Lanús 1:0                                                                  |
| 2 września 1928  | Barracas Central Buenos Aires – Gimnasia y Esgrima La Plata 4:2                                                  |
| 2 września 1928  | Argentino del Sud Buenos Aires – San Fernando Buenos Aires 2:2                                                   |
| 2 września 1928  | Liberal Argentino Buenos Aires – Boca Juniors 1:4 Gastelli – Domingo Tarasconi (2), Roberto Cherro, Esteban Kuko |
| 2 września 1928  | Porteño Buenos Aires – CA Estudiantes 2:1                                                                        |
| 2 września 1928  | Atlanta Buenos Aires – Club El Porvenir 3:0                                                                      |
| 10 marca 1929    | Talleres Remedios de Escalada – Estudiantil Porteño Buenos Aires 0:3                                             |
| 17 marca 1929    | Almagro Buenos Aires – Chacarita Juniors 2:1                                                                     |
| 31 marca 1929    | CA Vélez Sarsfield – CA Platense 2:1                                                                             |
| 7 kwietnia 1929  | Independiente – Ferro Carril Oeste 0:1                                                                           |
| 14 kwietnia 1929 | CA Tigre – Argentinos Juniors 1:0                                                                                |
| 14 kwietnia 1929 | Argentino de CA Argentino de Quilmes – San Isidro Buenos Aires 1:2                                               |
| 14 kwietnia 1929 | Sportivo Barracas Buenos Aires – CA Banfield 1:3                                                                 |
| 28 kwietnia 1929 | San Lorenzo de Almagro – Racing Club de Avellaneda 2:0 Alfredo Carricaberry, Pedro de Sarrasqueta                |
| 28 kwietnia 1929 | Club Argentino de Banfield – CS Palermo 1:1                                                                      |
| 7 lipca 1929     | Defensores de Belgrano Buenos Aires – Excursionistas Buenos Aires 2:2                                            |
| 7 lipca 1929     | Estudiantes La Plata – Quilmes Athletic Buenos Aires 1:0                                                         |

### Kolejka 15
| Data            | Mecz |
| --------------- | --- |
| 9 września 1928 | CA Huracán – Club Argentino de Banfield 2:0                                                                             |
| 9 września 1928 | CS Palermo – Atlanta Buenos Aires 1:2                                                                                   |
| 9 września 1928 | Club El Porvenir – Porteño Buenos Aires 1:1                                                                             |
| 9 września 1928 | CA Estudiantes – Talleres Remedios de Escalada 1:0                                                                      |
| 9 września 1928 | Estudiantil Porteño Buenos Aires – Liberal Argentino Buenos Aires 2:0                                                   |
| 9 września 1928 | Boca Juniors – Argentino del Sud Buenos Aires 6:0 Roberto Cherro (3), Donato Penella, Mario Evaristo, Domingo Tarasconi |
| 9 września 1928 | San Fernando Buenos Aires – Estudiantes La Plata 1:2                                                                    |
| 9 września 1928 | Quilmes Athletic Buenos Aires – San Lorenzo de Almagro 0:0                                                              |
| 9 września 1928 | Racing Club de Avellaneda – Defensores de Belgrano Buenos Aires 2:0                                                     |
| 9 września 1928 | Excursionistas Buenos Aires – Independiente 1:0                                                                         |
| 9 września 1928 | Ferro Carril Oeste – Barracas Central Buenos Aires 0:1                                                                  |
| 9 września 1928 | Gimnasia y Esgrima La Plata – Argentino de CA Argentino de Quilmes 1:4 García – C. González (2), Maseda, Trujillo       |
| 9 września 1928 | San Isidro Buenos Aires – CA Tigre 2:3                                                                                  |
| 9 września 1928 | Argentinos Juniors – Sportivo Buenos Aires 1:0                                                                          |
| 9 września 1928 | Club Atlético Lanús – CA Vélez Sarsfield 3:1                                                                            |
| 9 września 1928 | CA Platense – Almagro Buenos Aires 0:1                                                                                  |
| 9 września 1928 | Chacarita Juniors – Sportivo Barracas Buenos Aires 2:4                                                                  |
| 9 września 1928 | CA Banfield – River Plate 1:2 ? – Giglio, Uriarte                                                                       |

### Kolejka 16
| Data             | Mecz                                                                                                |
| ---------------- | --------------------------------------------------------------------------------------------------- |
| 16 września 1928 | CA Banfield – CA Huracán 4:1                                                                        |
| 16 września 1928 | River Plate – Chacarita Juniors 2:1 Vicente Locasso, Paduano – ?                                    |
| 16 września 1928 | Sportivo Barracas Buenos Aires – CA Platense 1:2                                                    |
| 16 września 1928 | Almagro Buenos Aires – Club Atlético Lanús 2:1                                                      |
| 16 września 1928 | CA Vélez Sarsfield – Argentinos Juniors 1:2                                                         |
| 16 września 1928 | Sportivo Buenos Aires – San Isidro Buenos Aires 3:2                                                 |
| 16 września 1928 | CA Tigre – Gimnasia y Esgrima La Plata 2:0                                                          |
| 16 września 1928 | Argentino de CA Argentino de Quilmes – Ferro Carril Oeste 1:2                                       |
| 16 września 1928 | Barracas Central Buenos Aires – Excursionistas Buenos Aires 2:1                                     |
| 16 września 1928 | Independiente – Racing Club de Avellaneda 2:1                                                       |
| 16 września 1928 | Defensores de Belgrano Buenos Aires – Quilmes Athletic Buenos Aires 1:4                             |
| 16 września 1928 | San Lorenzo de Almagro – San Fernando Buenos Aires 3:2 Luis Monti, Enrique Monti, José Deibe – ?, ? |
| 16 września 1928 | Estudiantes La Plata – Boca Juniors 1:0 Irurieta                                                    |
| 16 września 1928 | Argentino del Sud Buenos Aires – Estudiantil Porteño Buenos Aires 2:2                               |
| 16 września 1928 | Liberal Argentino Buenos Aires – CA Estudiantes 2:2                                                 |
| 16 września 1928 | Talleres Remedios de Escalada – Club El Porvenir 5:1 ?, ? – Arturo Naveira                          |
| 16 września 1928 | Porteño Buenos Aires – CS Palermo 2:2                                                               |
| 16 września 1928 | Atlanta Buenos Aires – Club Argentino de Banfield 2:1                                               |

### Kolejka 17
| Data             | Mecz |
| ---------------- | --- |
| 23 września 1928 | CA Huracán – Atlanta Buenos Aires 2:0                                                                                         |
| 23 września 1928 | Club Argentino de Banfield – Porteño Buenos Aires 2:0                                                                         |
| 23 września 1928 | CS Palermo – Talleres Remedios de Escalada 1:1                                                                                |
| 23 września 1928 | Club El Porvenir – Liberal Argentino Buenos Aires 6:0 Rimazza s, Alejandro N. de los Santos (2), Arturo Naveira (2), Barbieri |
| 23 września 1928 | CA Estudiantes – Argentino del Sud Buenos Aires 2:0                                                                           |
| 23 września 1928 | Estudiantil Porteño Buenos Aires – Estudiantes La Plata 2:2                                                                   |
| 23 września 1928 | Boca Juniors – San Lorenzo de Almagro 4:1 Esteban Kuko, Roberto Cherro, Domingo Tarasconi (2) – Arrieta                       |
| 23 września 1928 | San Fernando Buenos Aires – Defensores de Belgrano Buenos Aires 6:0                                                           |
| 23 września 1928 | Quilmes Athletic Buenos Aires – Independiente 0:0                                                                             |
| 23 września 1928 | Racing Club de Avellaneda – Barracas Central Buenos Aires 3:0                                                                 |
| 23 września 1928 | Excursionistas Buenos Aires – Argentino de CA Argentino de Quilmes 1:0                                                        |
| 23 września 1928 | Ferro Carril Oeste – CA Tigre 1:3                                                                                             |
| 23 września 1928 | Gimnasia y Esgrima La Plata – Sportivo Buenos Aires 1:0                                                                       |
| 23 września 1928 | San Isidro Buenos Aires – CA Vélez Sarsfield 3:0                                                                              |
| 23 września 1928 | Argentinos Juniors – Almagro Buenos Aires 1:2                                                                                 |
| 23 września 1928 | Club Atlético Lanús – Sportivo Barracas Buenos Aires 1:0                                                                      |
| 23 września 1928 | CA Platense – River Plate 0:0                                                                                                 |
| 23 września 1928 | Chacarita Juniors – CA Banfield 1:1                                                                                           |

### Kolejka 18
| Data                 | Mecz                                                                                  |
| -------------------- | ------------------------------------------------------------------------------------- |
| 21 października 1928 | Chacarita Juniors – CA Huracán 1:1                                                    |
| 21 października 1928 | CA Banfield – CA Platense 2:0                                                         |
| 21 października 1928 | River Plate – Club Atlético Lanús 0:1                                                 |
| 21 października 1928 | Sportivo Barracas Buenos Aires – Argentinos Juniors 0:0                               |
| 21 października 1928 | Almagro Buenos Aires – San Isidro Buenos Aires 2:1                                    |
| 21 października 1928 | CA Vélez Sarsfield – Gimnasia y Esgrima La Plata 1:1                                  |
| 21 października 1928 | Sportivo Buenos Aires – Ferro Carril Oeste 0:0                                        |
| 21 października 1928 | CA Tigre – Excursionistas Buenos Aires 2:1                                            |
| 21 października 1928 | Argentino de CA Argentino de Quilmes – Racing Club de Avellaneda 2:3                  |
| 21 października 1928 | Barracas Central Buenos Aires – Quilmes Athletic Buenos Aires 1:1                     |
| 21 października 1928 | Independiente – San Fernando Buenos Aires 4:1                                         |
| 21 października 1928 | Defensores de Belgrano Buenos Aires – Boca Juniors 0:2 Roberto Cherro, Donato Penella |
| 21 października 1928 | San Lorenzo de Almagro – Estudiantil Porteño Buenos Aires 2:1 Diego García (2) – ?    |
| 21 października 1928 | Estudiantes La Plata – CA Estudiantes 4:2                                             |
| 21 października 1928 | Argentino del Sud Buenos Aires – Club El Porvenir 0:1 José Gurrutchague               |
| 21 października 1928 | Liberal Argentino Buenos Aires – CS Palermo 1:1                                       |
| 21 października 1928 | Talleres Remedios de Escalada – Club Argentino de Banfield 3:1                        |
| 31 marca 1929        | Porteño Buenos Aires – Atlanta Buenos Aires 0:3                                       |

### Kolejka 19
| Data                 | Mecz                                                                               |
| -------------------- | ---------------------------------------------------------------------------------- |
| 28 października 1928 | CA Huracán – Porteño Buenos Aires 2:1                                              |
| 28 października 1928 | Atlanta Buenos Aires – Talleres Remedios de Escalada 1:4                           |
| 28 października 1928 | Club Argentino de Banfield – Liberal Argentino Buenos Aires 2:1                    |
| 28 października 1928 | CS Palermo – Argentino del Sud Buenos Aires 5:1                                    |
| 28 października 1928 | Club El Porvenir – Estudiantes La Plata 2:3 Mario Artel, Arturo Naveira – ?, ?     |
| 28 października 1928 | CA Estudiantes – San Lorenzo de Almagro 0:2 Arturo Arrieta, Juan Maglio            |
| 28 października 1928 | Estudiantil Porteño Buenos Aires – Defensores de Belgrano Buenos Aires 3:2         |
| 28 października 1928 | Boca Juniors – Independiente 3:0 Donato Penella, Roberto Cherro, Domingo Tarasconi |
| 28 października 1928 | San Fernando Buenos Aires – Barracas Central Buenos Aires 2:1                      |
| 28 października 1928 | Quilmes Athletic Buenos Aires – Argentino de Quilmes 5:1 ?, ? – C. R. González     |
| 28 października 1928 | Racing Club de Avellaneda – CA Tigre 1:0                                           |
| 28 października 1928 | Excursionistas Buenos Aires – Sportivo Buenos Aires 2:0                            |
| 28 października 1928 | Ferro Carril Oeste – CA Vélez Sarsfield 2:2                                        |
| 28 października 1928 | Gimnasia y Esgrima La Plata – Almagro Buenos Aires 0:0                             |
| 28 października 1928 | San Isidro Buenos Aires – Sportivo Barracas Buenos Aires 0:1                       |
| 28 października 1928 | Argentinos Juniors – River Plate 2:1 ?, ? – Vicente Locasso                        |
| 28 października 1928 | Club Atlético Lanús – CA Banfield 1:1                                              |
| 28 października 1928 | CA Platense – Chacarita Juniors 0:0                                                |

### Kolejka 20
| Data             | Mecz |
| ---------------- | --- |
| 4 listopada 1928 | CA Platense – CA Huracán 0:1 |
| 4 listopada 1928 | Chacarita Juniors – Club Atlético Lanús 1:0                                                                                          |
| 4 listopada 1928 | CA Banfield – Argentinos Juniors 2:2                                                                                                 |
| 4 listopada 1928 | River Plate – San Isidro Buenos Aires 2:2 De Vicenzi k, Giglio – ?, ?                                                                |
| 4 listopada 1928 | Sportivo Barracas Buenos Aires – Gimnasia y Esgrima La Plata 2:2                                                                     |
| 4 listopada 1928 | Almagro Buenos Aires – Ferro Carril Oeste 2:2                                                                                        |
| 4 listopada 1928 | CA Vélez Sarsfield – Excursionistas Buenos Aires 1:2                                                                                 |
| 4 listopada 1928 | Sportivo Buenos Aires – Racing Club de Avellaneda 0:3                                                                                |
| 4 listopada 1928 | CA Tigre – Quilmes Athletic Buenos Aires 1:0 Marinoni                                                                                |
| 4 listopada 1928 | Argentino de CA Argentino de Quilmes – San Fernando Buenos Aires 3:0 Trujillo (2), Luna                                              |
| 4 listopada 1928 | Barracas Central Buenos Aires – Boca Juniors 0:6 Carri s, Manuel Fleitas Solich, Domingo Tarasconi (2), Donato Penella, Esteban Kuko |
| 4 listopada 1928 | Independiente – Estudiantil Porteño Buenos Aires 3:1                                                                                 |
| 4 listopada 1928 | Defensores de Belgrano Buenos Aires – CA Estudiantes 1:0                                                                             |
| 4 listopada 1928 | San Lorenzo de Almagro – Club El Porvenir 4:0 Alfredo Carricaberry, Juan Maglio, Pedro de Sarrasqueta, Diego García                  |
| 4 listopada 1928 | Estudiantes La Plata – CS Palermo 3:0                                                                                                |
| 4 listopada 1928 | Argentino del Sud Buenos Aires – Club Argentino de Banfield 2:0                                                                      |
| 4 listopada 1928 | Liberal Argentino Buenos Aires – Atlanta Buenos Aires 0:0                                                                            |
| 4 listopada 1928 | Talleres Remedios de Escalada – Porteño Buenos Aires 3:1                                                                             |

### Kolejka 21
| Data              | Mecz |
| ----------------- | --- |
| 11 listopada 1928 | CA Huracán – Talleres Remedios de Escalada 3:0                                                                            |
| 11 listopada 1928 | Porteño Buenos Aires – Liberal Argentino Buenos Aires 0:1                                                                 |
| 11 listopada 1928 | Atlanta Buenos Aires – Argentino del Sud Buenos Aires 2:1                                                                 |
| 11 listopada 1928 | Club Argentino de Banfield – Estudiantes La Plata 0:1                                                                     |
| 11 listopada 1928 | CS Palermo – San Lorenzo de Almagro 1:4 ? – Pedro de Sarrasqueta (2), Diego García, Arturo Arrieta                        |
| 11 listopada 1928 | Club El Porvenir – Defensores de Belgrano Buenos Aires 2:0 Arturo Naveira, Antonio Sande k                                |
| 11 listopada 1928 | CA Estudiantes – Independiente 1:2                                                                                        |
| 11 listopada 1928 | Estudiantil Porteño Buenos Aires – Barracas Central Buenos Aires 6:1                                                      |
| 11 listopada 1928 | Boca Juniors – Argentino de CA Argentino de Quilmes 6:1 Roberto Cherro (4), Esteban Kuko, Donato Penella – C. R. González |
| 11 listopada 1928 | San Fernando Buenos Aires – CA Tigre 1:1                                                                                  |
| 11 listopada 1928 | Quilmes Athletic Buenos Aires – Sportivo Buenos Aires 3:2 Vázquez (3) – Marciale, Schenone                                |
| 11 listopada 1928 | Racing Club de Avellaneda – CA Vélez Sarsfield 7:0                                                                        |
| 11 listopada 1928 | Excursionistas Buenos Aires – Almagro Buenos Aires 0:0 mecz przerwany – dokończony 31 marca 1929 roku                     |
| 11 listopada 1928 | Ferro Carril Oeste – Sportivo Barracas Buenos Aires 5:2                                                                   |
| 11 listopada 1928 | Gimnasia y Esgrima La Plata – River Plate 1:3 ? – Debatte, Vicente Locasso, Uriarte                                       |
| 11 listopada 1928 | San Isidro Buenos Aires – CA Banfield 2:1                                                                                 |
| 11 listopada 1928 | Argentinos Juniors – Chacarita Juniors 0:1                                                                                |
| 24 marca 1929     | Club Atlético Lanús – CA Platense 5:2                                                                                     |
| 31 marca 1929     | Excursionistas Buenos Aires – Almagro Buenos Aires 2:0                                                                    |

### Kolejka 22
| Data              | Mecz |
| ----------------- | --- |
| 18 listopada 1928 | Club Atlético Lanús – CA Huracán 2:7                                                                            |
| 18 listopada 1928 | CA Platense – Argentinos Juniors 0:0                                                                            |
| 18 listopada 1928 | Chacarita Juniors – San Isidro Buenos Aires 3:3                                                                 |
| 18 listopada 1928 | River Plate – Ferro Carril Oeste 1:2 Debatte – ?, ?                                                             |
| 18 listopada 1928 | Sportivo Barracas Buenos Aires – Excursionistas Buenos Aires 3:1                                                |
| 18 listopada 1928 | Almagro Buenos Aires – Racing Club de Avellaneda 2:1                                                            |
| 18 listopada 1928 | CA Vélez Sarsfield – Quilmes Athletic Buenos Aires 4:2 A. Sobrino, Quiroga (2), Tunesi – Arrillaga, Quadrio     |
| 18 listopada 1928 | Sportivo Buenos Aires – San Fernando Buenos Aires 2:0                                                           |
| 18 listopada 1928 | CA Tigre – Boca Juniors 1:4 Ludovico Bidoglio s – Domingo Tarasconi (2), Roberto Cherro, Giulidori s            |
| 18 listopada 1928 | Argentino de CA Argentino de Quilmes – Estudiantil Porteño Buenos Aires 2:2 González, Maseda – Demaría, Mapelli |
| 18 listopada 1928 | Barracas Central Buenos Aires – CA Estudiantes 4:1                                                              |
| 18 listopada 1928 | Independiente – Club El Porvenir 2:0                                                                            |
| 18 listopada 1928 | Defensores de Belgrano Buenos Aires – CS Palermo 2:2                                                            |
| 18 listopada 1928 | San Lorenzo de Almagro – Club Argentino de Banfield 1:0 Alfredo Carricaberry                                    |
| 18 listopada 1928 | Estudiantes La Plata – Atlanta Buenos Aires 4:2                                                                 |
| 18 listopada 1928 | Argentino del Sud Buenos Aires – Porteño Buenos Aires 3:0                                                       |
| 7 kwietnia 1929   | CA Banfield – Gimnasia y Esgrima La Plata 1:0                                                                   |
| 28 kwietnia 1929  | Liberal Argentino Buenos Aires – Talleres Remedios de Escalada 2:0                                              |

### Kolejka 23
| Data              | Mecz                                                                                     |
| ----------------- | ---------------------------------------------------------------------------------------- |
| 25 listopada 1928 | CA Huracán – Liberal Argentino Buenos Aires 2:0                                          |
| 25 listopada 1928 | Porteño Buenos Aires – Estudiantes La Plata 0:4                                          |
| 25 listopada 1928 | Atlanta Buenos Aires – San Lorenzo de Almagro 1:2 ? – Diego Garcia, Pedro de Sarrasqueta |
| 25 listopada 1928 | CS Palermo – Independiente 1:3                                                           |
| 25 listopada 1928 | Club El Porvenir – Barracas Central Buenos Aires 1:3 Carmelo Pozzo k – ?, ?              |
| 25 listopada 1928 | CA Estudiantes – Argentino de CA Argentino de Quilmes 2:0 Victorica, Bosco               |
| 25 listopada 1928 | Boca Juniors – Sportivo Buenos Aires 3:0 Roberto Cherro, Donato Penella (2)              |
| 25 listopada 1928 | Excursionistas Buenos Aires – River Plate 1:1 ? – Uriarte k                              |
| 25 listopada 1928 | Ferro Carril Oeste – CA Banfield 5:3                                                     |
| 25 listopada 1928 | Argentinos Juniors – Club Atlético Lanús 1:2                                             |
| 10 marca 1929     | San Isidro Buenos Aires – CA Platense 2:2                                                |
| 24 marca 1929     | Gimnasia y Esgrima La Plata – Chacarita Juniors 1:0                                      |
| 24 marca 1929     | Club Argentino de Banfield – Defensores de Belgrano Buenos Aires 5:3                     |
| 28 marca 1929     | San Fernando Buenos Aires – CA Vélez Sarsfield 1:1                                       |
| 31 marca 1929     | Estudiantil Porteño Buenos Aires – CA Tigre 4:1                                          |
| 7 kwietnia 1929   | Quilmes Athletic Buenos Aires – Almagro Buenos Aires 2:1                                 |
| 14 kwietnia 1929  | Talleres Remedios de Escalada – Argentino del Sud Buenos Aires 5:3                       |
| 14 kwietnia 1929  | Racing Club de Avellaneda – Sportivo Barracas Buenos Aires 1:0                           |

### Kolejka 24
| Data             | Mecz |
| ---------------- | --- |
| 1 grudnia 1928   | CA Vélez Sarsfield – Boca Juniors 0:2 Roberto Cherro, Domingo Tarasconi                                                            |
| 2 grudnia 1928   | Club Atlético Lanús – San Isidro Buenos Aires 4:0                                                                                  |
| 2 grudnia 1928   | CA Banfield – Excursionistas Buenos Aires 1:0                                                                                      |
| 2 grudnia 1928   | Argentino de CA Argentino de Quilmes – Club El Porvenir 1:3 Abella – Alejandro N. de los Santos, Arturo Naveira, José Gurrutchague |
| 2 grudnia 1928   | Independiente – Club Argentino de Banfield 6:1                                                                                     |
| 2 grudnia 1928   | Estudiantes La Plata – Talleres Remedios de Escalada 3:1                                                                           |
| 2 grudnia 1928   | Argentino del Sud Buenos Aires – Liberal Argentino Buenos Aires 0:0                                                                |
| 10 marca 1929    | Defensores de Belgrano Buenos Aires – Atlanta Buenos Aires 0:0                                                                     |
| 24 marca 1929    | San Lorenzo de Almagro – Porteño Buenos Aires 3:0                                                                                  |
| 24 marca 1929    | Sportivo Barracas Buenos Aires – Quilmes Athletic Buenos Aires 0:1                                                                 |
| 31 marca 1929    | River Plate – Racing Club de Avellaneda 4:2 Gondar (2), Peniche (2) – ?, ?                                                         |
| 7 kwietnia 1929  | Argentinos Juniors – CA Huracán 0:2                                                                                                |
| 7 kwietnia 1929  | Barracas Central Buenos Aires – CS Palermo 1:0                                                                                     |
| 28 kwietnia 1929 | CA Platense – Gimnasia y Esgrima La Plata 0:2                                                                                      |
| 28 kwietnia 1929 | Chacarita Juniors – Ferro Carril Oeste 2:0                                                                                         |
| 28 kwietnia 1929 | Almagro Buenos Aires – San Fernando Buenos Aires 3:1                                                                               |
| 28 kwietnia 1929 | Sportivo Buenos Aires – Estudiantil Porteño Buenos Aires 2:1                                                                       |
| 28 kwietnia 1929 | CA Tigre – CA Estudiantes 4:0 |

### Kolejka 25
| Data           | Mecz                                                                                         |
| -------------- | -------------------------------------------------------------------------------------------- |
| 9 grudnia 1928 | CA Huracán – Argentino del Sud Buenos Aires 1:0                                              |
| 9 grudnia 1928 | Liberal Argentino Buenos Aires – Estudiantes La Plata 0:2                                    |
| 9 grudnia 1928 | Talleres Remedios de Escalada – San Lorenzo de Almagro 3:1                                   |
| 9 grudnia 1928 | Porteño Buenos Aires – Defensores de Belgrano Buenos Aires 4:2                               |
| 9 grudnia 1928 | Atlanta Buenos Aires – Independiente 0:2                                                     |
| 9 grudnia 1928 | Club Argentino de Banfield – Barracas Central Buenos Aires 4:2                               |
| 9 grudnia 1928 | CS Palermo – Argentino de CA Argentino de Quilmes 3:1                                        |
| 9 grudnia 1928 | Club El Porvenir – CA Tigre 2:5 José Gurrutchague, Mario Artel – ?, ?                        |
| 9 grudnia 1928 | CA Estudiantes – Sportivo Buenos Aires 3:0                                                   |
| 9 grudnia 1928 | Estudiantil Porteño Buenos Aires – CA Vélez Sarsfield 4:1                                    |
| 9 grudnia 1928 | Boca Juniors – Almagro Buenos Aires 1:2 Esteban Kuko – Picabea, Bianchi                      |
| 9 grudnia 1928 | San Fernando Buenos Aires – Sportivo Barracas Buenos Aires 2:0                               |
| 9 grudnia 1928 | Quilmes Athletic Buenos Aires – River Plate 2:4 ?, ? – Uriarte (2), Debatte, Vicente Locasso |
| 9 grudnia 1928 | Racing Club de Avellaneda – CA Banfield 6:1                                                  |
| 9 grudnia 1928 | Excursionistas Buenos Aires – Chacarita Juniors 0:1                                          |
| 9 grudnia 1928 | Ferro Carril Oeste – CA Platense 4:0                                                         |
| 9 grudnia 1928 | San Isidro Buenos Aires – Argentinos Juniors 0:1                                             |

### Kolejka 26
| Data            | Mecz                                                                                            |
| --------------- | ----------------------------------------------------------------------------------------------- |
| 16 grudnia 1928 | San Isidro Buenos Aires – CA Huracán 1:2                                                        |
| 16 grudnia 1928 | Club Atlético Lanús – Ferro Carril Oeste 3:2                                                    |
| 16 grudnia 1928 | CA Platense – Excursionistas Buenos Aires 2:1                                                   |
| 16 grudnia 1928 | Chacarita Juniors – Racing Club de Avellaneda 2:1                                               |
| 16 grudnia 1928 | CA Banfield – Quilmes Athletic Buenos Aires 3:0                                                 |
| 16 grudnia 1928 | River Plate – San Fernando Buenos Aires 2:0 Debatte, Uriarte                                    |
| 16 grudnia 1928 | Sportivo Barracas Buenos Aires – Boca Juniors 0:4 Roberto Cherro (4)                            |
| 16 grudnia 1928 | CA Vélez Sarsfield – CA Estudiantes 2:1                                                         |
| 16 grudnia 1928 | Sportivo Buenos Aires – Club El Porvenir 3:3 ?, ? – Alejandro N. de los Santos (2), Mario Artel |
| 16 grudnia 1928 | CA Tigre – CS Palermo 1:2                                                                       |
| 16 grudnia 1928 | Argentino de CA Argentino de Quilmes – Club Argentino de Banfield 2:3                           |
| 16 grudnia 1928 | Barracas Central Buenos Aires – Atlanta Buenos Aires 1:0                                        |
| 16 grudnia 1928 | Independiente – Porteño Buenos Aires 7:1                                                        |
| 16 grudnia 1928 | Defensores de Belgrano Buenos Aires – Talleres Remedios de Escalada 1:1                         |
| 16 grudnia 1928 | Estudiantes La Plata – Argentino del Sud Buenos Aires 3:1                                       |
| 6 stycznia 1929 | Almagro Buenos Aires – Estudiantil Porteño Buenos Aires 1:1                                     |
| 7 kwietnia 1929 | San Lorenzo de Almagro – Liberal Argentino Buenos Aires 1:0                                     |
| 7 kwietnia 1929 | Argentinos Juniors – Gimnasia y Esgrima La Plata 1:1                                            |

### Kolejka 27
| Data             | Mecz |
| ---------------- | --- |
| 23 grudnia 1928  | CA Huracán – Estudiantes La Plata 3:1                                                                                    |
| 23 grudnia 1928  | Argentino del Sud Buenos Aires – San Lorenzo de Almagro 4:1                                                              |
| 23 grudnia 1928  | Liberal Argentino Buenos Aires – Defensores de Belgrano Buenos Aires 2:3                                                 |
| 23 grudnia 1928  | Talleres Remedios de Escalada – Independiente 1:2                                                                        |
| 23 grudnia 1928  | Porteño Buenos Aires – Barracas Central Buenos Aires 1:1 mecz przerwany – dokończony 7 lipca 1929 roku                   |
| 23 grudnia 1928  | Club Argentino de Banfield – CA Tigre 2:2                                                                                |
| 23 grudnia 1928  | Club El Porvenir – CA Vélez Sarsfield 4:0                                                                                |
| 23 grudnia 1928  | Estudiantil Porteño Buenos Aires – Sportivo Barracas Buenos Aires 2:1                                                    |
| 23 grudnia 1928  | Boca Juniors – River Plate 6:0 Domingo Tarasconi (2), Esteban Kuko (2), Roberto Cherro (2)                               |
| 23 grudnia 1928  | San Fernando Buenos Aires – CA Banfield 6:1                                                                              |
| 23 grudnia 1928  | Quilmes Athletic Buenos Aires – Chacarita Juniors 7:5 Mandile (3), Vázquez (2), Sandoval, Quadrio – Gaslini (3), Nin (2) |
| 23 grudnia 1928  | Racing Club de Avellaneda – CA Platense 2:1                                                                              |
| 23 grudnia 1928  | Excursionistas Buenos Aires – Club Atlético Lanús 1:0                                                                    |
| 23 grudnia 1928  | Ferro Carril Oeste – Argentinos Juniors 4:0                                                                              |
| 23 grudnia 1928  | Gimnasia y Esgrima La Plata – San Isidro Buenos Aires 0:0                                                                |
| 24 marca 1929    | CA Estudiantes – Almagro Buenos Aires 4:1                                                                                |
| 28 marca 1929    | CS Palermo – Sportivo Buenos Aires 1:1                                                                                   |
| 28 kwietnia 1998 | Atlanta Buenos Aires – Argentino de CA Argentino de Quilmes 4:1                                                          |
| 7 lipca 1929     | Porteño Buenos Aires – Barracas Central Buenos Aires 3:1                                                                 |

### Kolejka 28
| Data             | Mecz |
| ---------------- | --- |
| 30 grudnia 1928  | Gimnasia y Esgrima La Plata – CA Huracán 0:2                                                                                      |
| 30 grudnia 1928  | San Isidro Buenos Aires – Ferro Carril Oeste 1:6                                                                                  |
| 30 grudnia 1928  | Argentinos Juniors – Excursionistas Buenos Aires 1:0 mecz przerwany – dokończony 24 marca 1929 roku                               |
| 30 grudnia 1928  | Club Atlético Lanús – Racing Club de Avellaneda 1:1                                                                               |
| 30 grudnia 1928  | CA Platense – Quilmes Athletic Buenos Aires 4:1                                                                                   |
| 30 grudnia 1928  | Chacarita Juniors – San Fernando Buenos Aires 6:1                                                                                 |
| 30 grudnia 1928  | CA Banfield – Boca Juniors 0:2 Roberto Cherro, Domingo Tarasconi                                                                  |
| 30 grudnia 1928  | River Plate – Estudiantil Porteño Buenos Aires 4:2 De Vicenzi (3), Peniche – ?, ?                                                 |
| 30 grudnia 1928  | Sportivo Barracas Buenos Aires – CA Estudiantes 2:0                                                                               |
| 30 grudnia 1928  | Almagro Buenos Aires – Club El Porvenir 2:6 ?, ? – Mario Artel, Alejandro N. de los Santos (2), Arturo Naveira, Carmelo Pozzo (2) |
| 30 grudnia 1928  | Sportivo Buenos Aires – Club Argentino de Banfield 1:0                                                                            |
| 30 grudnia 1928  | CA Tigre – Atlanta Buenos Aires 2:1                                                                                               |
| 30 grudnia 1928  | Barracas Central Buenos Aires – Talleres Remedios de Escalada 0:0 mecz przerwany – dokończony 24 marca 1929 roku                  |
| 6 stycznia 1929  | Independiente – Liberal Argentino Buenos Aires 3:0                                                                                |
| 6 stycznia 1929  | Defensores de Belgrano Buenos Aires – Argentino del Sud Buenos Aires 0:0                                                          |
| 17 marca 1929    | Argentino de CA Argentino de Quilmes – Porteño Buenos Aires 5:1 A. Trujillo, P. Maseda, H. Luna, ?, ? – ?                         |
| 24 marca 1929    | Argentinos Juniors – Excursionistas Buenos Aires 1:1                                                                              |
| 24 marca 1929    | Barracas Central Buenos Aires – Talleres Remedios de Escalada 1:0                                                                 |
| 31 marca 1929    | San Lorenzo de Almagro – Estudiantes La Plata 1:4                                                                                 |
| 14 kwietnia 1929 | CA Vélez Sarsfield – CS Palermo 0:2                                                                                               |

### Kolejka 29
| Data            | Mecz                                                                           |
| --------------- | ------------------------------------------------------------------------------ |
| 3 marca 1929    | CA Huracán – San Lorenzo de Almagro 1:2 Bartolucci – de la Peña, Juan Maglio   |
| 3 marca 1929    | Argentino del Sud Buenos Aires – Independiente 0:5                             |
| 3 marca 1929    | Talleres Remedios de Escalada – Argentino de CA Argentino de Quilmes 0:0       |
| 3 marca 1929    | Porteño Buenos Aires – CA Tigre 0:2                                            |
| 3 marca 1929    | Atlanta Buenos Aires – Sportivo Buenos Aires 2:1                               |
| 3 marca 1929    | Club Argentino de Banfield – CA Vélez Sarsfield 3:0                            |
| 3 marca 1929    | CS Palermo – Almagro Buenos Aires 2:2                                          |
| 3 marca 1929    | CA Estudiantes – River Plate 0:5 Uriarte (2), Vicente Locasso (2), Debatte     |
| 3 marca 1929    | Estudiantil Porteño Buenos Aires – CA Banfield 2:1                             |
| 3 marca 1929    | Boca Juniors – Chacarita Juniors 3:0 Manuel Fleitas Solich, Roberto Cherro (2) |
| 3 marca 1929    | San Fernando Buenos Aires – CA Platense 1:1                                    |
| 3 marca 1929    | Quilmes Athletic Buenos Aires – Club Atlético Lanús 3:1                        |
| 3 marca 1929    | Racing Club de Avellaneda – Argentinos Juniors 0:2                             |
| 3 marca 1929    | Excursionistas Buenos Aires – San Isidro Buenos Aires 3:2                      |
| 3 marca 1929    | Ferro Carril Oeste – Gimnasia y Esgrima La Plata 3:4                           |
| 17 marca 1929   | Club El Porvenir – Sportivo Barracas Buenos Aires 3:0                          |
| 24 marca 1929   | Liberal Argentino Buenos Aires – Barracas Central Buenos Aires 1:0             |
| 7 kwietnia 1929 | Estudiantes La Plata – Defensores de Belgrano Buenos Aires 10:0                |

### Kolejka 30
| Data         | Mecz |
| ------------ | --- |
| 12 maja 1929 | Ferro Carril Oeste – CA Huracán 2:3                                                                          |
| 12 maja 1929 | Gimnasia y Esgrima La Plata – Excursionistas Buenos Aires 2:0                                                |
| 12 maja 1929 | San Isidro Buenos Aires – Racing Club de Avellaneda 1:4                                                      |
| 12 maja 1929 | Argentinos Juniors – Quilmes Athletic Buenos Aires 1:0                                                       |
| 12 maja 1929 | Club Atlético Lanús – San Fernando Buenos Aires 1:1                                                          |
| 12 maja 1929 | CA Platense – Boca Juniors 1:5 Montero – Domingo Tarasconi, Ramón Muttis, Mario Evaristo, Roberto Cherro (2) |
| 12 maja 1929 | Chacarita Juniors – Estudiantil Porteño Buenos Aires 1:1                                                     |
| 12 maja 1929 | River Plate – Club El Porvenir 4:0 Giglio (2, 1k), Debatte, Granara Costa                                    |
| 12 maja 1929 | Sportivo Barracas Buenos Aires – CS Palermo 1:1                                                              |
| 12 maja 1929 | Almagro Buenos Aires – Club Argentino de Banfield 0:0                                                        |
| 12 maja 1929 | CA Vélez Sarsfield – Atlanta Buenos Aires 1:0                                                                |
| 12 maja 1929 | Sportivo Buenos Aires – Porteño Buenos Aires 4:0                                                             |
| 12 maja 1929 | CA Tigre – Talleres Remedios de Escalada 1:0                                                                 |
| 12 maja 1929 | Argentino de CA Argentino de Quilmes – Liberal Argentino Buenos Aires 1:2                                    |
| 12 maja 1929 | Barracas Central Buenos Aires – Argentino del Sud Buenos Aires 0:1                                           |
| 12 maja 1929 | Independiente – Estudiantes La Plata 2:0                                                                     |
| 12 maja 1929 | Defensores de Belgrano Buenos Aires – San Lorenzo de Almagro 1:5                                             |
| 7 lipca 1929 | CA Banfield – CA Estudiantes 2:0                                                                             |

### Kolejka 31
| Data        | Mecz                                                                       |
| ----------- | -------------------------------------------------------------------------- |
| 5 maja 1929 | CA Huracán – Defensores de Belgrano Buenos Aires 2:1                       |
| 5 maja 1929 | San Lorenzo de Almagro – Independiente 0:0                                 |
| 5 maja 1929 | Estudiantes La Plata – Barracas Central Buenos Aires 3:1                   |
| 5 maja 1929 | Argentino del Sud Buenos Aires – Argentino de CA Argentino de Quilmes 1:1  |
| 5 maja 1929 | Liberal Argentino Buenos Aires – CA Tigre 1:1                              |
| 5 maja 1929 | Talleres Remedios de Escalada – Sportivo Buenos Aires 2:1                  |
| 5 maja 1929 | Porteño Buenos Aires – CA Vélez Sarsfield 2:2                              |
| 5 maja 1929 | Atlanta Buenos Aires – Almagro Buenos Aires 1:0                            |
| 5 maja 1929 | Club Argentino de Banfield – Sportivo Barracas Buenos Aires 1:1            |
| 5 maja 1929 | CS Palermo – River Plate 2:1 ?, ? – Giglio                                 |
| 5 maja 1929 | Club El Porvenir – CA Banfield 0:6                                         |
| 5 maja 1929 | CA Estudiantes – Chacarita Juniors 1:0                                     |
| 5 maja 1929 | Estudiantil Porteño Buenos Aires – CA Platense 2:2                         |
| 5 maja 1929 | Boca Juniors – Club Atlético Lanús 2:0 Manuel Fleitas Solich, Esteban Kuko |
| 5 maja 1929 | San Fernando Buenos Aires – Argentinos Juniors 2:1                         |
| 5 maja 1929 | Quilmes Athletic Buenos Aires – San Isidro Buenos Aires 9:0                |
| 5 maja 1929 | Racing Club de Avellaneda – Gimnasia y Esgrima La Plata 2:1                |
| 5 maja 1929 | Excursionistas Buenos Aires – Ferro Carril Oeste 3:2                       |

### Kolejka 32
| Data             | Mecz |
| ---------------- | --- |
| 21 kwietnia 1929 | Excursionistas Buenos Aires – CA Huracán 0:2                                                                   |
| 21 kwietnia 1929 | Gimnasia y Esgrima La Plata – Quilmes Athletic Buenos Aires 1:1                                                |
| 21 kwietnia 1929 | San Isidro Buenos Aires – San Fernando Buenos Aires 1:2                                                        |
| 21 kwietnia 1929 | Argentinos Juniors – Boca Juniors 0:1 Domingo Tarasconi                                                        |
| 21 kwietnia 1929 | Club Atlético Lanús – Estudiantil Porteño Buenos Aires 1:1                                                     |
| 21 kwietnia 1929 | CA Platense – CA Estudiantes 2:0                                                                               |
| 21 kwietnia 1929 | Chacarita Juniors – Club El Porvenir 4:1                                                                       |
| 21 kwietnia 1929 | CA Banfield – CS Palermo 0:2                                                                                   |
| 21 kwietnia 1929 | River Plate – Club Argentino de Banfield 5:2 Uriarte, Vicente Locasso, Gondar, Giglio, Debatte – ?, ?          |
| 21 kwietnia 1929 | Almagro Buenos Aires – Porteño Buenos Aires 3:0                                                                |
| 21 kwietnia 1929 | CA Vélez Sarsfield – Talleres Remedios de Escalada 1:0                                                         |
| 21 kwietnia 1929 | Sportivo Buenos Aires – Liberal Argentino Buenos Aires 2:1                                                     |
| 21 kwietnia 1929 | CA Tigre – Argentino del Sud Buenos Aires 1:1                                                                  |
| 21 kwietnia 1929 | Argentino de CA Argentino de Quilmes – Estudiantes La Plata 2:0 Trujillo (2)                                   |
| 21 kwietnia 1929 | Barracas Central Buenos Aires – San Lorenzo de Almagro 1:3 ? – Diego García, Pedro de Sarrasqueta, Juan Maglio |
| 28 kwietnia 1929 | Independiente – Defensores de Belgrano Buenos Aires 3:0                                                        |
| 9 maja 1929      | Ferro Carril Oeste – Racing Club de Avellaneda 1:0                                                             |
| 9 maja 1929      | Sportivo Barracas Buenos Aires – Atlanta Buenos Aires 1:2                                                      |

### Kolejka 33
| Data         | Mecz                                                                    |
| ------------ | ----------------------------------------------------------------------- |
| 19 maja 1929 | CA Huracán – Independiente 1:2                                          |
| 19 maja 1929 | Defensores de Belgrano Buenos Aires – Barracas Central Buenos Aires 0:0 |
| 19 maja 1929 | San Lorenzo de Almagro – Argentino de CA Argentino de Quilmes 2:1       |
| 19 maja 1929 | Estudiantes La Plata – CA Tigre 6:1                                     |
| 19 maja 1929 | Argentino del Sud Buenos Aires – Sportivo Buenos Aires 3:0              |
| 19 maja 1929 | Liberal Argentino Buenos Aires – CA Vélez Sarsfield 1:2                 |
| 19 maja 1929 | Talleres Remedios de Escalada – Almagro Buenos Aires 0:0                |
| 19 maja 1929 | Porteño Buenos Aires – Sportivo Barracas Buenos Aires 0:3               |
| 19 maja 1929 | Atlanta Buenos Aires – River Plate 0:1 Ramos                            |
| 19 maja 1929 | Club Argentino de Banfield – Banfield 0:0                               |
| 19 maja 1929 | CS Palermo – Chacarita Juniors 2:0                                      |
| 19 maja 1929 | Club El Porvenir – CA Platense 1:2 Mario Artel – Botta, Montero         |
| 19 maja 1929 | CA Estudiantes – Club Atlético Lanús 1:1                                |
| 19 maja 1929 | Estudiantil Porteño Buenos Aires – Argentinos Juniors 3:2               |
| 19 maja 1929 | Boca Juniors – San Isidro Buenos Aires 1:0 Roberto Cherro               |
| 19 maja 1929 | San Fernando Buenos Aires – Gimnasia y Esgrima La Plata 1:0             |
| 19 maja 1929 | Quilmes Athletic Buenos Aires – Ferro Carril Oeste 3:1                  |
| 19 maja 1929 | Racing Club de Avellaneda – Excursionistas Buenos Aires 5:0             |

### Kolejka 34
| Data            | Mecz                                                                                               |
| --------------- | -------------------------------------------------------------------------------------------------- |
| 23 czerwca 1929 | Racing Club de Avellaneda – CA Huracán 3:1                                                         |
| 23 czerwca 1929 | Excursionistas Buenos Aires – Quilmes Athletic Buenos Aires 0:0                                    |
| 23 czerwca 1929 | Ferro Carril Oeste – San Fernando Buenos Aires 4:0                                                 |
| 23 czerwca 1929 | Gimnasia y Esgrima La Plata – Boca Juniors 0:1 Donato Penella                                      |
| 23 czerwca 1929 | San Isidro Buenos Aires – Estudiantil Porteño Buenos Aires 2:0                                     |
| 23 czerwca 1929 | Argentinos Juniors – CA Estudiantes 1:1                                                            |
| 23 czerwca 1929 | Club Atlético Lanús – Club El Porvenir 2:0                                                         |
| 23 czerwca 1929 | CA Platense – CS Palermo 0:1                                                                       |
| 23 czerwca 1929 | Chacarita Juniors – Club Argentino de Banfield 2:0                                                 |
| 23 czerwca 1929 | CA Banfield – Atlanta Buenos Aires 3:0                                                             |
| 23 czerwca 1929 | River Plate – Porteño Buenos Aires 2:0 Uriarte, Debatte                                            |
| 23 czerwca 1929 | Sportivo Barracas Buenos Aires – Talleres Remedios de Escalada 1:0                                 |
| 23 czerwca 1929 | Almagro Buenos Aires – Liberal Argentino Buenos Aires 3:3                                          |
| 23 czerwca 1929 | CA Vélez Sarsfield – Argentino del Sud Buenos Aires 3:1                                            |
| 23 czerwca 1929 | Sportivo Buenos Aires – Estudiantes La Plata 0:0                                                   |
| 23 czerwca 1929 | CA Tigre – San Lorenzo de Almagro 1:1 mecz przerwany w 43 minucie – punkty przyznano klubowi Tigre |
| 23 czerwca 1929 | Argentino de CA Argentino de Quilmes – Defensores de Belgrano Buenos Aires 5:3                     |
| 23 czerwca 1929 | Barracas Central Buenos Aires – Independiente 1:1                                                  |

### Kolejka 35
| Data            | Mecz                                                                                                |
| --------------- | --------------------------------------------------------------------------------------------------- |
| 30 czerwca 1929 | CA Huracán – Barracas Central Buenos Aires 4:1                                                      |
| 30 czerwca 1929 | Independiente – Argentino de CA Argentino de Quilmes 1:0                                            |
| 30 czerwca 1929 | Defensores de Belgrano Buenos Aires – CA Tigre 1:2                                                  |
| 30 czerwca 1929 | San Lorenzo de Almagro – Sportivo Buenos Aires 5:1                                                  |
| 30 czerwca 1929 | Estudiantes La Plata – CA Vélez Sarsfield 6:1                                                       |
| 30 czerwca 1929 | Argentino del Sud Buenos Aires – Almagro Buenos Aires oba kluby zrezygnowały z gry                  |
| 30 czerwca 1929 | Liberal Argentino Buenos Aires – Sportivo Barracas Buenos Aires 0:2                                 |
| 30 czerwca 1929 | Talleres Remedios de Escalada – River Plate 0:2 Gondar, Granara Costa                               |
| 30 czerwca 1929 | Porteño Buenos Aires – CA Banfield 1:4                                                              |
| 30 czerwca 1929 | Atlanta Buenos Aires – Chacarita Juniors 0:3                                                        |
| 30 czerwca 1929 | Club Argentino de Banfield – CA Platense 0:1                                                        |
| 30 czerwca 1929 | CS Palermo – Club Atlético Lanús 1:0                                                                |
| 30 czerwca 1929 | Club El Porvenir – Argentinos Juniors 3:0 Alejandro N. de los Santos, Pablo Tosselli, Carmelo Pozzo |
| 30 czerwca 1929 | CA Estudiantes – San Isidro Buenos Aires 0:0                                                        |
| 30 czerwca 1929 | Estudiantil Porteño Buenos Aires – Gimnasia y Esgrima La Plata 1:2                                  |
| 30 czerwca 1929 | Boca Juniors – Ferro Carril Oeste 3:0 Domingo Tarasconi, Esteban Kuko, Roberto Cherro               |
| 30 czerwca 1929 | San Fernando Buenos Aires – Excursionistas Buenos Aires 5:1                                         |
| 30 czerwca 1929 | Quilmes Athletic Buenos Aires – Racing Club de Avellaneda 0:2                                       |

### Końcowa tabela sezonu 1928
| Poz | Klub                                 | Mecze | Zw | Rem | Por | Pkt | BrZd | BrStr |
| --- | ------------------------------------ | ----- | -- | --- | --- | --- | ---- | ----- |
| 1   | CA Huracán                           | 35    | 28 | 2   | 5   | 58  | 73   | 29    |
| 2   | Boca Juniors                         | 35    | 28 | 1   | 6   | 57  | 100  | 17    |
| 3   | Estudiantes La Plata                 | 35    | 25 | 3   | 7   | 53  | 89   | 39    |
| 4   | Independiente                        | 35    | 22 | 8   | 5   | 52  | 71   | 27    |
| 5   | Racing Club de Avellaneda            | 35    | 23 | 3   | 9   | 49  | 77   | 38    |
| 6   | San Lorenzo de Almagro               | 35    | 21 | 5   | 9   | 47  | 63   | 38    |
| 7   | River Plate                          | 35    | 20 | 6   | 9   | 46  | 68   | 42    |
| 8   | Quilmes Athletic Buenos Aires        | 35    | 18 | 7   | 10  | 43  | 72   | 45    |
| 9   | CA Tigre                             | 35    | 18 | 7   | 10  | 43  | 55   | 48    |
| 10  | Ferro Carril Oeste                   | 35    | 19 | 3   | 13  | 41  | 78   | 51    |
| 11  | CA Banfield                          | 35    | 15 | 10  | 10  | 40  | 63   | 49    |
| 12  | Chacarita Juniors                    | 35    | 16 | 7   | 12  | 39  | 63   | 46    |
| 13  | Club Atlético Lanús                  | 35    | 15 | 7   | 13  | 37  | 64   | 46    |
| 14  | Argentinos Juniors                   | 35    | 13 | 10  | 12  | 36  | 45   | 40    |
| 15  | Estudiantil Porteño Buenos Aires     | 35    | 11 | 12  | 12  | 34  | 56   | 52    |
| 16  | Almagro Buenos Aires                 | 35    | 12 | 10  | 13  | 34  | 44   | 53    |
| 17  | San Fernando Buenos Aires            | 35    | 12 | 9   | 14  | 33  | 55   | 56    |
| 18  | Talleres Remedios de Escalada        | 35    | 13 | 7   | 15  | 33  | 40   | 44    |
| 19  | CS Palermo                           | 35    | 11 | 11  | 13  | 33  | 45   | 52    |
| 20  | Sportivo Barracas Buenos Aires       | 35    | 12 | 8   | 15  | 32  | 42   | 47    |
| 21  | Gimnasia y Esgrima La Plata          | 35    | 12 | 8   | 15  | 32  | 38   | 44    |
| 22  | Excursionistas Buenos Aires          | 35    | 11 | 10  | 14  | 32  | 35   | 46    |
| 23  | Club El Porvenir                     | 35    | 11 | 9   | 15  | 31  | 55   | 66    |
| 24  | Sportivo Buenos Aires                | 35    | 11 | 9   | 15  | 31  | 38   | 51    |
| 25  | CA Platense                          | 35    | 10 | 9   | 16  | 29  | 40   | 50    |
| 26  | Club Argentino de Banfield           | 35    | 9  | 10  | 16  | 28  | 46   | 59    |
| 27  | Atlanta Buenos Aires                 | 35    | 11 | 5   | 19  | 27  | 36   | 60    |
| 28  | CA Estudiantes                       | 35    | 11 | 5   | 19  | 27  | 37   | 62    |
| 29  | Barracas Central Buenos Aires        | 35    | 9  | 9   | 17  | 27  | 42   | 74    |
| 30  | Argentino de CA Argentino de Quilmes | 35    | 10 | 6   | 19  | 26  | 58   | 68    |
| 31  | San Isidro Buenos Aires              | 35    | 9  | 8   | 18  | 26  | 49   | 68    |
| 32  | CA Vélez Sarsfield                   | 35    | 9  | 8   | 18  | 26  | 39   | 75    |
| 33  | Argentino del Sud Buenos Aires       | 35    | 9  | 7   | 19  | 25  | 34   | 59    |
| 34  | Liberal Argentino Buenos Aires       | 35    | 7  | 7   | 21  | 21  | 29   | 71    |
| 35  | Defensores de Belgrano Buenos Aires  | 35    | 4  | 11  | 20  | 19  | 29   | 79    |
| 36  | Porteño Buenos Aires                 | 35    | 3  | 5   | 27  | 11  | 31   | 108   |

Kluby-założyciele federacji piłkarskiej Asociación Amateurs Argentina de Football spadały do drugiej ligi tylko wtedy, gdy zajęły jedno z ostatnich czterech miejsc w tabeli dwa razy z rzędu.

### Klasyfikacja strzelców bramek 1928
| Gole | Piłkarz      | Klub                          |
| ---- | ------------ | ----------------------------- |
| 32   | R.Cherro     | Boca Juniors                  |
| 30   | M.Seoane     | Independiente                 |
| 29   | D.Tarasconi  | Boca Juniors                  |
| 28   | G.Stábile    | CA Huracán                    |
| 27   | J.C.Haedo    | CA Tigre                      |
| 27   | J.C.Irurieta | Estudiantes La Plata          |
| 26   | A.Vazquez    | Quilmes Athletic Buenos Aires |
| 24   | A.Scopelli   | Estudiantes La Plata          |
| 23   | E.Castro     | CA Banfield                   |
| 21   | F.Perducca   | Racing Club de Avellaneda     |